# Lutterworth
Lutterworth är en stad och civil parish i Harborough i Leicestershire i England. Orten har 9 353 invånare (2011). Byn nämndes i Domedagsboken (Domesday Book) år 1086, och kallades då Lutresurde.